# جيم كاسيدي (فارس)
جيم كاسيدي (بالإنجليزية: Jim Cassidy)‏ هو فارس نيوزيلندي، ولد في 21 يناير 1963 في ويلينغتون في نيوزيلندا.